# George Frost (Politiker)
George Frost (* 26. April 1720 in New Castle, Rockingham County, New Hampshire Colony; † 21. Juni 1796 in Durham, New Hampshire) war ein US-amerikanischer Politiker, der als Delegierter aus New Hampshire am Kontinentalkongress teilnahm.
Als junger Mann stieg George Frost in Kittery Point im heutigen Maine in das Geschäftsleben ein. Er war 20 Jahre lang als Kapitän eines Handelsschiffes tätig, ehe er sich 1760 wieder in seiner Geburtsstadt New Castle niederließ. 1770 zog er nach Durham, wo er eine juristische Laufbahn einschlug. Zwischen 1773 und 1791 fungierte er als Richter am Court of Common Pleas im Strafford County, wobei er über einen längeren Zeitraum auch als Chief Justice dessen Vorsitz innehatte.
Von 1777 bis 1779 nahm er sein Mandat als Delegierter zum Kontinentalkongress wahr, dessen Sitzungen in diesem Zeitraum hauptsächlich in Philadelphia und zeitweise in York stattfanden. Zwischen 1781 und 1784 gehörte er dem Executive Council von New Hampshire an, dem Regierungsrat seines Staates. George Frost starb im Juni 1796 in Durham und wurde in Dover beigesetzt.